# Тинда (Тернопіль)
«Тинда» (офіційно — мікрорайон №7) — житловий мікрорайон у північно-східній частині Тернополя, входить у Сонячний масив (БАМ).
Площа мікрорайону становить 25 га, населення —  8 150 осіб (2017).

## Історія
Забудований панельними багатоповерхівками наприкінці 1970-х — початку 1980-х років.

## Вулиці і бульвари
- Бульвар Симона Петлюри
- 15 Квітня
- Академіка Корольова
- Романа Купчинського
- Академіка Сахарова
- Василя Стуса

## Навчальні заклади
- Тернопільська загальноосвітня школа № 22